# Ос, Георг Якоб Иоганн ван
Георг Якоб Иоганн ван Ос (нидерл. George Jacobus Johannes van Os; 20 ноября 1782, Гаага, Нидерланды, — 24 июля 1861, Париж, Франция) — нидерландский художник.
Потомок нескольких поколений художников. Брат Питера Герардуса ван Оса.
Мастер натюрморта, особенно состоящего из цветов и фруктов, во многом следовавший школе Яна ван Хёйсума. В 1812 году перебрался в Париж и долгие годы работал над росписью севрского фарфора. Был прозван французами Рубенсом цветочной живописи. Писал также пейзажи.
В первых трёх томах 10-томного издания «Флора Батава» голландского агронома и ботаника Яна Копса большинство иллюстраций выполнены Георгом Якобом ван Осом.